# 宝積寺 (市原市)
宝積寺（ほうしゃくじ）は、千葉県市原市にある曹洞宗の寺院。寺紋は丸に二つ引。

## 概要
境内には1965年（昭和40年）から玉泉幼稚園を併設している。